# Zbroja turniejowa

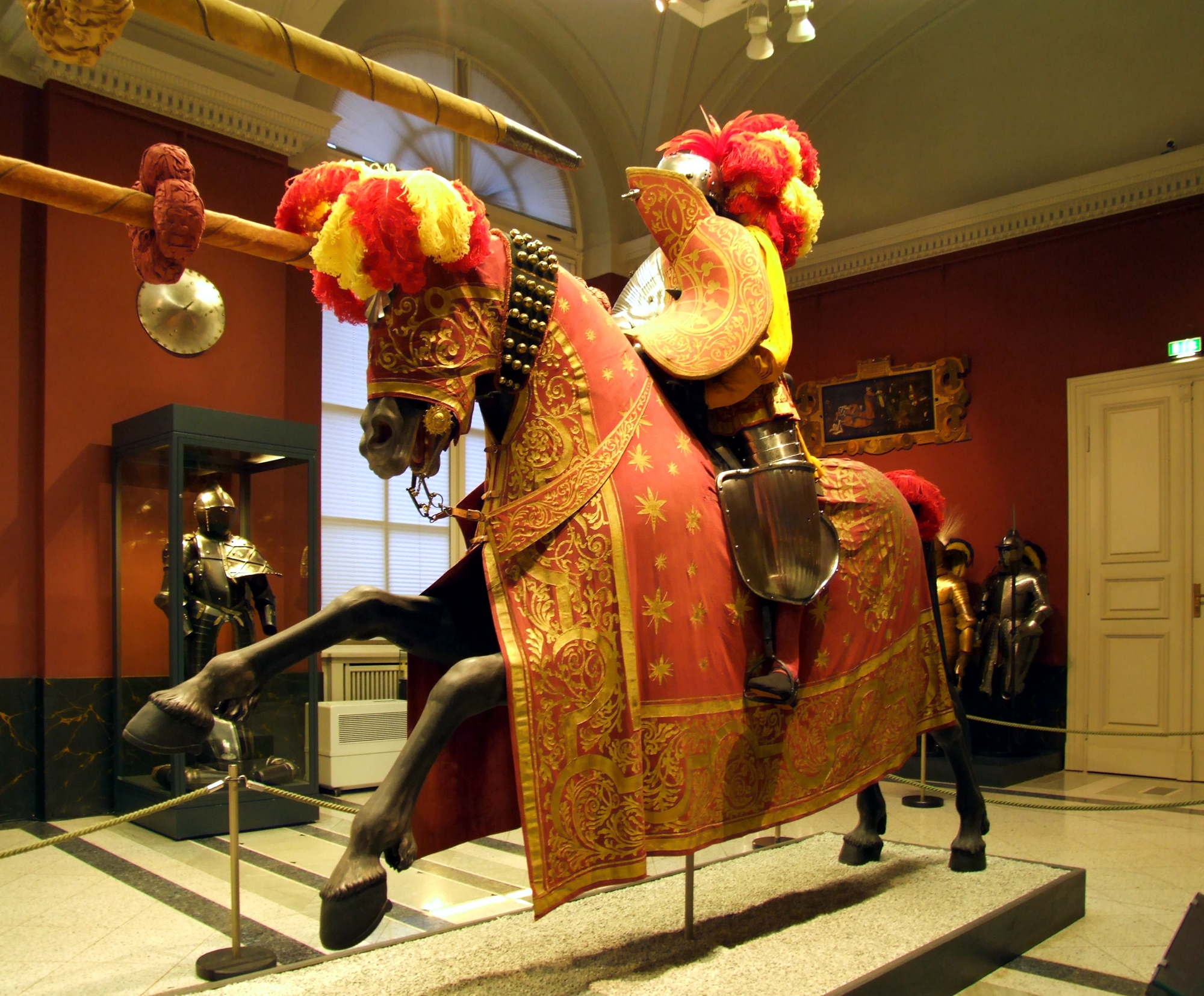
Zbroja turniejowa w Rüstkammer w Dreźnie

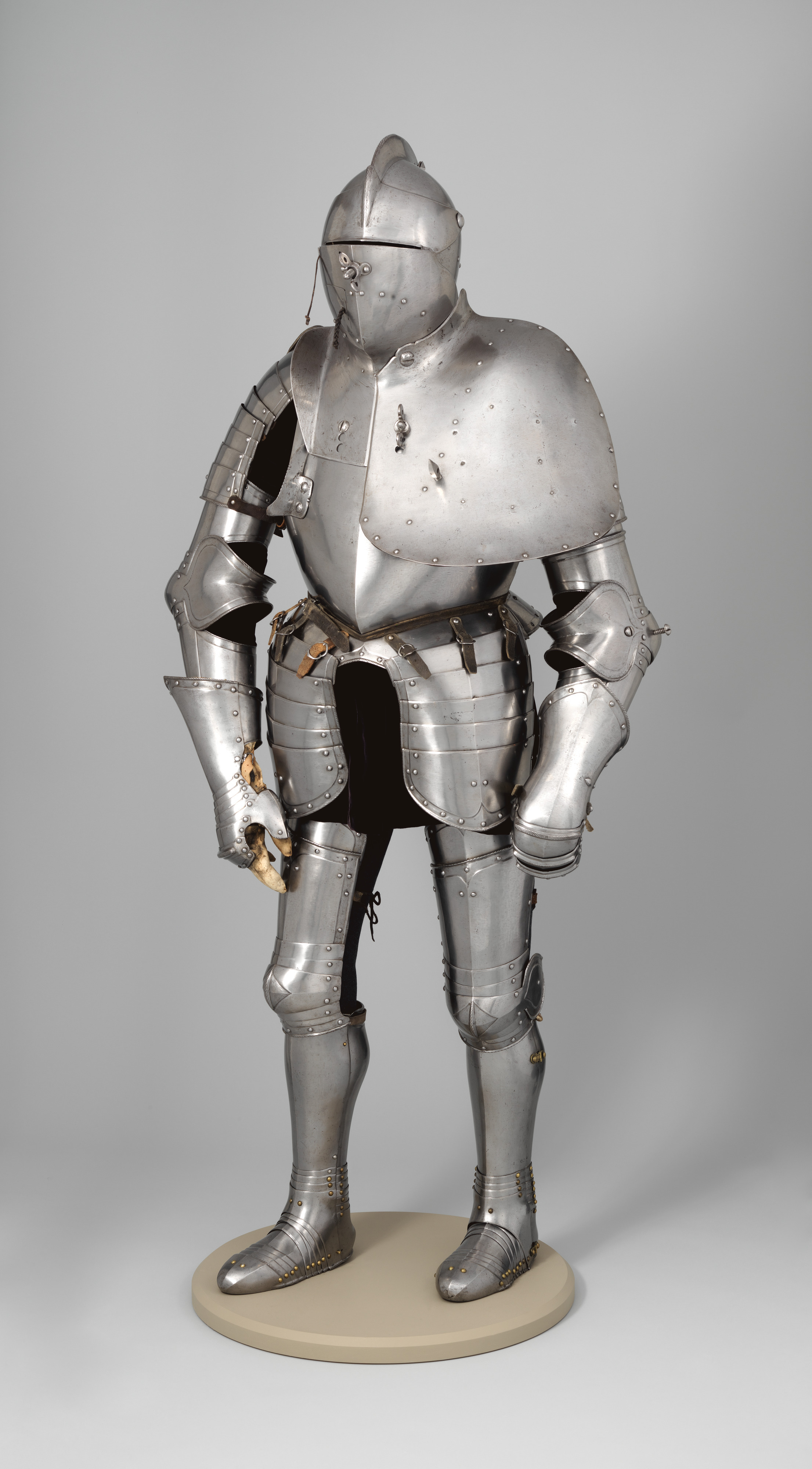
Zbroja turniejowa z XVI wieku w Metropolitan Museum of Art w Nowym Jorku

Zbroja turniejowa – zbroja rycerska przeznaczona do użycia w czasie turniejów, a nie w rzeczywistej walce na polu bitwy.
Nie różniła się w zasadzie niczym od zbroi bojowej średniowiecznego rycerza. Była to więc typowa zbroja płytowa z hakiem do zawieszenia ciężkiej kopii na wysokości prawej piersi. Kształt i wygląd oraz zdobienie zmieniały się w ciągu stuleci, co w ikonografii najłatwiej dostrzec w kształtach hełmów. Zbroje różniły się też w zależności od tego, czy był to turniej pieszy lub konny, na miecze, topory, czy też najbardziej klasyczny – w szrankach na kopie.
Szczególnie charakterystyczne są zbroje turniejowe do walki na koniach. Charakteryzowały się nietypową budową. Dążono do jak największej opływowości formy, tak by kopia się po nich ześlizgiwała. Dozbrajano również niektóre części zbroi dodając płyt uzupełniających. Wzmacniano tak głównie część lewą, szczególnie hełm, naramiennik i nałokietnik, jako że te części przyjmowały na siebie uderzenie kopii przeciwnika. Tak zmodyfikowana zbroja nie nadawała się zbytnio do innego rodzaju walki z powodu ograniczeń ruchu.
Szeregowe rycerstwo pojedynkowało się najczęściej w zbroi, którą zazwyczaj wkładało do boju. Zbroja (a do tego dochodziło jeszcze okrycie konia) kosztowała majątek. Ale wielcy panowie posiadali po kilka zbroi na różne okazje. I tak na przykład król Anglii Henryk VIII miał ich siedem, cesarz rzymski Maksymilian I Habsburg dziewięć, a książę Urbino Federico da Montefeltro, cztery. Słynny Zawisza Czarny z Garbowa swą słynną, na czarno szmelcowaną zbroję, wkładał tylko na turnieje. Rycerz tak zamożny i sławny nie mógł sobie pozwolić, by na turnieju pokazać się w blachach byle jak klepanych.
Tak więc zbroja turniejowa nie różniła się zasadniczo od bojowej, z wyjątkiem tego że w jej przypadku liczyła się przede wszystkim ochrona, a nie mobilność, przez co zbroje turniejowe były czasem kilkukrotnie cięższe niż ich bojowe odpowiedniki (stąd też pochodzi mit o niemożności wstania po przewróceniu w zbroi płytowej, choć w przypadku zbroi turniejowej takie przypadki się zdarzały), inna była natomiast kopia, którą – zamiast typowego ostrza – wieńczył stalowy trójnik, który gwarantował, że pancerz nie zostanie przebity, a trafiony przeciwnik najwyżej (o co chodziło) wyleci z siodła. 
Zbroja turniejowa straciła byt wraz z zaprzestaniem organizowania turniejów, czyli wtedy (początek XVI wieku), gdy rycerstwo utraciło wszystkie swe atrybuty poza nazwą.